# Graphiurus crassicaudatus
Graphiurus crassicaudatus is een zoogdier uit de familie van de slaapmuizen (Gliridae). De wetenschappelijke naam van de soort werd voor het eerst geldig gepubliceerd door Jentink in 1888.